# Control (album de Janet Jackson)
Pour les articles homonymes, voir Control.
Albums de Janet Jackson
Dream Street
(1984) Rhythm Nation 1814
(1989)
Singles
1. What Have You Done for Me Lately
Sortie : 13 janvier 1986
2. Nasty
Sortie : 15 avril 1986
3. When I Think of You
Sortie : 28 juillet 1986
4. Control
Sortie : 21 octobre 1986
5. Let's Wait Awhile
Sortie : 6 janvier 1987
6. The Pleasure Principle
Sortie : 12 mai 1987
7. Funny How Time Flies (When You're Having Fun)
Sortie : novembre 1987

Control est le troisième album de Janet Jackson, sorti le 4 février 1986.
C'est le premier vrai succès de Janet. Il fut produit par John McClain, Jimmy Jam et Terry Lewis et Janet elle-même.
Cinq des sept singles sortis ont été dans le top cinq du Billboard Hot 100 américain. L'album s'est écoulé à plus de 10 millions d'exemplaires dans le monde et se classe numéro un dans le Billboard 200.

## Personnel
- Melanie Andrews – chœurs
- Troy Anthony –	saxophone
- Jerome Benton – chants
- Spencer Bernard – synthétiseur, guitare
- Geoff Bouchieiz – guitare
- Mark Cardenas – synthétiseur
- Roger Dumas – batterie, programmation
- Janet Jackson – claviers, chants, chœurs, cloches
- Jimmy Jam – synthétiseur, percussion, piano, batterie, chants, chœurs
- Jellybean Johnson – guitare, chants
- Lisa Keith – chœurs
- Terry Lewis – percussion, chants, chœurs
- John McClain – producteur
- Monte Moir – synthétiseur, guitare, batterie
- Nicholas Raths – Guitare à douze cordes, acoustique
- Gwendolyn Traylor – chœurs
- Hami Wave – chœurs

## Liste des pistes
| 1.    | Control                                       | Janet Jackson, James Harris III, Terry Lewis                  | 5:53 |
| 2.    | Nasty                                         | Janet Jackson, James Harris III, Terry Lewis                  | 4:03 |
| 3.    | What Have You Done for Me Lately              | Janet Jackson, James Harris III, Terry Lewis                  | 4:59 |
| 4.    | You Can Be Mine                               | Janet Jackson, James Harris III, Terry Lewis                  | 5:16 |
| 5.    | The Pleasure Principle                        | Monte Moir                                                    | 4:58 |
| 6.    | When I Think of You                           | Janet Jackson, James Harris III, Terry Lewis                  | 3:57 |
| 7.    | He Doesn't Know I'm Alive                     | Spencer Bernard                                               | 3:30 |
| 8.    | Let's Wait Awhile                             | Janet Jackson, James Harris III, Terry Lewis, Melanie Andrews | 4:37 |
| 9.    | Funny How Time Flies (When You're Having Fun) | Janet Jackson, James Harris III, Terry Lewis                  | 4:28 |
| 37:12 |                                               |                                                               |      |

| 10. | Start Anew | Ralph McCarthy, Yuji Toriyama | 4:19 |

## Singles
- What Have You Done for Me Lately (Janvier 1986) (US n.4)
- Nasty (Avril 1986) (US n.3)
- When I Think of You (Juillet 1986) (US n.1)
- Control (21 octobre 1986) (US n.5)
- Let's Wait Awhile (Janvier 1987) (US n.2)
- The Pleasure Principle (Mai 1987) (US n.14)
- Funny How Time Flies (When You're Having Fun) (Novembre 1987)